# ICC Champions Trophy 2006
Die ICC Champions Trophy 2006 wurde vom 7. Oktober bis zum 5. November 2006 in Indien ausgetragen. Es war die fünfte Champions Trophy im ODI-Cricket, die vom Weltverband International Cricket Council (ICC) organisiert wird.
An der ICC Champions Trophy 2006 nahmen die damals zehn Test-Cricket-Länder Australien, Bangladesch, England, Indien, Neuseeland, Pakistan, Simbabwe, Sri Lanka, Südafrika und die West Indies teil. Die vier schlechtesten Mannschaften auf der ODI-Rangliste zum Stichtag 1. April 2006 begannen in der Qualifikationsrunde, wovon die beiden besten Teams die Vorrunde erreichten. Die Vorrunde bestand aus zwei Gruppen zu je vier Mannschaften, wobei jedes einmal gegen die anderen der Gruppe antrat. Die zwei besten Mannschaften jeder Gruppe qualifizierten sich für das Halbfinale, dessen Gewinner im Finale aufeinandertrafen.
Australien, Neuseeland, Südafrika und die West Indies erreichten das Halbfinale, womit es das erste wichtige Cricketturnier seit dem Cricket World Cup 1975 war, bei dem keine Mannschaft des Indischen Subkontinentes die Finalrunde erreichte. Australien besiegte Neuseeland und die West Indies Südafrika, wonach Australien den Titelverteidiger West Indies im Finale im Brabourne Stadium in Mumbai mit acht Wickets besiegte und somit seine erste ICC Champions Trophy gewann. Zusammen mit den Siegen bei den Cricket World Cups der Jahre 1987, 1999 und 2003 war dies Australiens vierter internationaler Crickettitel. Der Gastgeber Indien schied bereits in der Vorrunde aus.

## Vergabe
Der International Cricket Council vergab die ICC Champions Trophy 2006 an Indien.

## Teilnehmer
Die damals zehn Test-Cricket-Länder qualifizierten sich automatisch für die ICC Champions Trophy 2006: Australien, Bangladesch, England, Indien, Neuseeland, Pakistan, Simbabwe, Sri Lanka und die West Indies. Die teilnehmenden Mannschaften ergaben sich aus der ICC ODI Championship zum 1. April 2006. Bangladesch qualifizierte sich am 23. März 2006 als letzte Mannschaft für das Turnier, nachdem es den Platz von Kenia übernahm. Die sechs besten Mannschaften der ODI-Rangliste (Australien, Südafrika, Pakistan, Neuseeland, Indien und England) qualifizierten sich automatisch für die Vorrunde, während sich die darauf folgenden vier Mannschaften (Sri Lanka, West Indies, Simbabwe und Bangladesch) in der Qualifikationsrunde um die verbleibenden zwei Plätze spielen mussten. An dem Turnier nahm kein assoziiertes Mitglied teil.

Teilnehmende Länder der ICC Champions Trophy 2006; insgesamt zehn Teams nahmen teil.
Qualifiziert durch die ODI-Rangliste
Keine Teilnahme

| Land        | Qualifikationsgrundlage         | Turnierteilnahme | Letztmalige Teilnahme | Bestes Ergebnis |
| ----------- | ------------------------------- | ---------------- | --------------------- | --------------- |
| Australien  | ODI-Rangliste zum 1. April 2006 | Fünfte           | 2004                  | 3. Platz (2004) |
| Bangladesch | ODI-Rangliste zum 1. April 2006 | Vierte           | 2004                  | 9. Platz (2000) |
| England     | ODI-Rangliste zum 1. April 2006 | Fünfte           | 2004                  | Finalist (2004) |
| Indien      | ODI-Rangliste zum 1. April 2006 | Fünfte           | 2004                  | Sieger (2002)   |
| Neuseeland  | ODI-Rangliste zum 1. April 2006 | Fünfte           | 2004                  | Sieger (2000)   |
| Pakistan    | ODI-Rangliste zum 1. April 2006 | Fünfte           | 2004                  | 3. Platz (2000) |
| Simbabwe    | ODI-Rangliste zum 1. April 2006 | Fünfte           | 2004                  | 8. Platz (2000) |
| Sri Lanka   | ODI-Rangliste zum 1. April 2006 | Fünfte           | 2004                  | Sieger (2002)   |
| Südafrika   | ODI-Rangliste zum 1. April 2006 | Fünfte           | 2004                  | Sieger (1998)   |
| West Indies | ODI-Rangliste zum 1. April 2006 | Fünfte           | 2004                  | Sieger (2004)   |

## Stadions
Die Spiele wurden in vier indischen Stadien ausgetragen. Insgesamt wurden 21 Partien während der ICC Champions Trophy 2006 ausgetragen, darunter die zwei Halbfinals und das Finale.
| Sardar Patel Stadium |

| Sawai Mansingh Stadium |

| Inderjit Singh Bindra Stadium |

| Brabourne Stadium |

| Sardar Patel Stadium |

| Sawai Mansingh Stadium |

| Inderjit Singh Bindra Stadium |

| Brabourne Stadium |

## Format
Die ICC Champions Trophy 2006 wurde über 30 Tage zwischen zehn verschiedenen Mannschaften über 21 Spiele ausgetragen. Sie begann am 7. Oktober 2006 in Inderjit Singh Bindra Stadium in Mohali mit dem Qualifikationsspiel zwischen Bangladesch und Sri Lanka. Das Turnier endete am 5. November im Brabourne Stadium in Mumbai mit dem Finale zwischen Australien und den West Indies, wobei Australien die ICC Champions Trophy gewann.

### Spielplan
Die nachfolgende Tabelle zeigt das tägliche Programm der ICC Champions Trophy 2006. Dabei steht ein violettes Kästchen für die Qualifikation, ein zyanblaues Kästchen für die Vorrunde, ein grünes Kästchen für Finalrundenspiele und ein gelbes Kästchen für das Finale.
| Qualifikation       | 1       | 1       |         | 1       | 1       |         | 1       | 1       |         |         |         |         |         |         |         |
| Vorrunde Oktober    | So. 15. | Mo. 16. | Di. 17. | Mi. 18. | Do. 19. | Fr. 20. | Sa. 21. | So. 22. | Mo. 23. | Di. 24. | Mi. 25. | Do. 26. | Fr. 27. | Sa. 28. | So. 29. |
| Gruppe A            | 1       |         |         | 1       |         |         | 1       |         |         |         |         | 1       |         | 1       | 1       |
| Gruppe B            |         | 1       | 1       |         |         | 1       |         |         |         | 1       | 1       |         | 1       |         |         |
| Finalrunde November | Mo. 30. | Di. 31. | Mi. 1.  | Do. 2.  | Fr. 3.  | Sa. 4.  | So. 5.  |         |         |         |         |         |         |         |         |
| Finalrunde          |         |         | 1       | 1       |         |         | 1       |         |         |         |         |         |         |         |         |

| Farblegende   |
| Qualifikation |
| Vorrunde      |
| Finalrunde    |
| Finale        |

### Qualifikations- und Vorrunde
Die Champions Trophy 2006 wurde zwischen zehn Nationalmannschaften ausgespielt. Die sechs besten Mannschaften der ODI-Rangliste zum 1. April 2006 qualifizierten sich für die Vorrunde, während die vier darauf folgenden Mannschaften in der Qualifikationsrunde begannen, wovon die beiden besten Mannschaften die Vorrunde erreichten. Jede Mannschaft bestritt ein Spiel gegen jede andere seiner Gruppe. Für einen Sieg gab es zwei Tabellenpunkte, für ein Unentschieden oder No Result einen Punkt, für eine Niederlage keinen Punkt. Hatten zwei Mannschaften dieselbe Anzahl an Tabellenpunkten, wurde der Tabellenrang anhand der Net Run Rate, gefolgt von der Net Bowl Rate und dem direkten Vergleich ermittelt.
Am Ende der Qualifikationsrunde qualifizierten sich die jeweils zwei besten einer Gruppe für die Vorrunde. Die Qualifikation erfolgte anhand derselben Kriterien wie in der Qualifikationsrunde.

### Finalrunde
Ab dieser Phase nahm das Turnier ein K.-o.-System an. Jedes Spiel musste zwingend mit einem Sieg enden. Gab es nach beiden Innings keinen Sieger, wurde das Spiel durch ein Bowl-out entschieden.

## Turnier

### Qualifikation
Die Plätze 7 bis 10 der ICC ODI Weltrangliste mussten um die zwei verbliebenen Plätze der Vorrunde eine Qualifikation spielen.
Tabelle
| Qualifikationsgruppe | Sp. | S | N | NR | P | NRR   |
| -------------------- | --- | - | - | -- | - | ----- |
| Sri Lanka            | 3   | 3 | 0 | 0  | 6 | +2.67 |
| West Indies          | 3   | 2 | 1 | 0  | 4 | +0.40 |
| Bangladesch          | 3   | 1 | 2 | 0  | 2 | +0.02 |
| Simbabwe             | 3   | 0 | 3 | 0  | 0 | −2.93 |

Spiele
| 7. Oktober | Mohali | Sri Lanka 302-8 (50)          | - | Bangladesch 265-9 (50) |
|            |        | Sri Lanka gewinnt mit 37 Runs |   |                        |

| 8. Oktober | Ahmedabad | Simbabwe 85 (50)                  | - | West Indies 90-1 (14.2) |
|            |           | West Indies gewinnt mit 9 Wickets |   |                         |

| 10. Oktober | Ahmedabad | Sri Lanka 285-7 (50)           | - | Simbabwe 141 (42.3) |
|             |           | Sri Lanka gewinnt mit 144 Runs |   |                     |

| 11. Oktober | Jaipur | Bangladesch 161 (46.3)             | - | West Indies 164-0 (36.4) |
|             |        | West Indies gewinnt mit 10 Wickets |   |                          |

| 13. Oktober | Jaipur | Bangladesch 231-6 (50)           | - | Simbabwe 130 (44.4) |
|             |        | Bangladesch gewinnt mit 101 Runs |   |                     |

| 14. Oktober | Mumbai | West Indies 80 (30.4)           | - | Sri Lanka 83-1 (13.2) |
|             |        | Sri Lanka gewinnt mit 9 Wickets |   |                       |

### Vorrunde
Die ersten 6 der ICC ODI Weltrangliste sowie die beiden Qualifikanten spielten die Vorrunde in zwei Gruppen aus, von denen sich jeweils die ersten beiden für das Halbfinale qualifizierten.
Tabellen
| Gruppe A    | Sp. | S | N | NR | P | NRR   |
| ----------- | --- | - | - | -- | - | ----- |
| Australien  | 3   | 2 | 1 | 0  | 4 | +0.53 |
| West Indies | 3   | 2 | 1 | 0  | 4 | +0.01 |
| Indien      | 3   | 1 | 2 | 0  | 2 | +0.48 |
| England     | 3   | 1 | 2 | 0  | 2 | −1.04 |

| Gruppe B   | Sp. | S | N | NR | P | NRR   |
| ---------- | --- | - | - | -- | - | ----- |
| Südafrika  | 3   | 2 | 1 | 0  | 4 | +0.77 |
| Neuseeland | 3   | 2 | 1 | 0  | 4 | +0.57 |
| Pakistan   | 3   | 1 | 2 | 0  | 2 | −0.20 |
| Sri Lanka  | 3   | 1 | 2 | 0  | 2 | −1.11 |

Spiele
| 15. Oktober | Jaipur | England 125 (37)             | - | Indien 126-6 (29.3) |
|             |        | Indien gewinnt mit 4 Wickets |   |                     |

| 16. Oktober | Mumbai | Neuseeland 195 (45.4)          | - | Südafrika 108 (34.1) |
|             |        | Neuseeland gewinnt mit 87 Runs |   |                      |

| 17. Oktober | Jaipur | Sri Lanka 253 (49.2)           | - | Pakistan 255-6 (48.1) |
|             |        | Pakistan gewinnt mit 4 Wickets |   |                       |

| 18. Oktober | Mumbai | West Indies 234-6 (50)          | - | Australien 224-9 (50) |
|             |        | Sri Lanka gewinnt mit 9 Wickets |   |                       |

| 20. Oktober | Mumbai | Neuseeland 165 (49.2)           | - | Sri Lanka 166-3 (36) |
|             |        | Sri Lanka gewinnt mit 7 Wickets |   |                      |

| 21. Oktober | Jaipur | England 169 (45)                | - | Australien 170-4 (36.5) |
|             |        | Australia gewinnt mit 6 Wickets |   |                         |

| 24. Oktober | Ahmedabad | Südafrika 219-9 (50)          | - | Sri Lanka 141 (39.1) |
|             |           | Südafrika gewinnt mit 78 Runs |   |                      |

| 25. Oktober | Mohali | Neuseeland 274-7 (50)          | - | Pakistan 223 (46.3) |
|             |        | Neuseeland gewinnt mit 51 Runs |   |                     |

| 26. Oktober | Ahmedabad | Indien 223-9 (50)                 | - | West Indies 224-7 (49.4) |
|             |           | West Indies gewinnt mit 3 Wickets |   |                          |

| 27. Oktober | Mohali | Südafrika 213-8 (50)           | - | Pakistan 89 (25) |
|             |        | Südafrika gewinnt mit 124 Runs |   |                  |

| 28. Oktober | Mohali | West Indies 272-4 (50)        | - | England 276-7 (48.3) |
|             |        | England gewinnt mit 3 Wickets |   |                      |

| 29. Oktober | Mohali | Indien 249-8 (50)                | - | Australien 252-4 (45.4) |
|             |        | Australien gewinnt mit 6 Wickets |   |                         |

### Halbfinale
Mohali
| 1. November | Australien 240-9 (50)          | - | Neuseeland 206 (46) |
|             | Australien gewinnt mit 34 Runs |   |                     |

Jaipur
| 2. November | Südafrika 258-8 (50)              | - | West Indies 262-4 (44) |
|             | West Indies gewinnt mit 6 Wickets |   |                        |

### Finale
Mumbai
| 5. November | West Indies 138 (30.4)                        | - | Australien 116-2 (28.1) |
|             | Australien gewinnt mit 8 Wickets (D/L-Method) |   |                         |

## Statistiken

Ergebnis der ICC Champions Trophy 2006:
Sieger
Finalist
Halbfinalteilnahme
In der Gruppenphase ausgeschieden
In der Qualifikation ausgeschieden
Keine Teilnahme

Während des Turniers wurden folgende Statistiken erzielt.
| ODIs                   | ODIs        | ODIs    | ODIs    | ODIs    | ODIs    | ODIs    | ODIs    | ODIs    |
| Batting                | Batting     | Batting | Batting | Batting | Batting | Batting | Batting | Batting |
| Spieler                | Mannschaft  | Spiele  | Innings | Runs    | Average | HS      | 100s    | 50s     |
| ---------------------- | ----------- | ------- | ------- | ------- | ------- | ------- | ------- | ------- |
| Chris Gayle            | West Indies | 8       | 8       | 474     | 79,00   | 133*    | 3       | 0       |
| Upul Tharanga          | Sri Lanka   | 6       | 6       | 320     | 53,33   | 110     | 2       | 1       |
| Damien Martyn          | Australien  | 5       | 5       | 241     | 80,33   | 78      | 0       | 2       |
| Shivnarine Chanderpaul | West Indies | 7       | 7       | 222     | 55,50   | 57*     | 0       | 3       |
| Mahela Jayawardene     | Sri Lanka   | 6       | 6       | 188     | 37,60   | 48      | 0       | 0       |
| Bowling                |             |         |         |         |         |         |         |         |
| Spieler                | Mannschaft  | Spiele  | Overs   | Wickets | Average | BBI     | 5W      | 10W     |
| Jerome Taylor          | West Indies | 7       | 57.0    | 13      | 22,07   | 4/49    | 0       | 0       |
| Farveez Maharoof       | Sri Lanka   | 6       | 36.0    | 12      | 15,83   | 6/14    | 1       | 0       |
| Lasith Malinga         | Sri Lanka   | 6       | 50.3    | 11      | 19,09   | 4/53    | 0       | 0       |
| Kyle Mills             | Neuseeland  | 4       | 28.3    | 10      | 11,80   | 4/38    | 0       | 0       |
| Glenn McGrath          | Australien  | 5       | 44.0    | 10      | 15,80   | 3/22    | 0       | 0       |